# أنستاس ميكويان
أنستاس إيفانوفيتش ميكويان (بالأرمنية: Անաստաս Հովհաննեսի Միկոյան، بالروسية: Анаста́с Ива́нович Микоя́н ، عاش بين 25 نوفمبر 1895 - 21 أكتوبر 1978 م) رئيس مجلس السوفيت الأعلى بين عامي 1964 و1965 م، وقبل ذلك تدرج في المناصب حتى أصبح نائب رئيس وزراء من 1946 - 1964 م، تحت رئاسة ستالين ثم مالنكوف ثم خروتشوف ثم بريجينيف.
زار أنستاس ميكويان العراق واستقبله الزعيم عبد الكريم قاسم في بغداد عام 1959 م ورحبت به الجموع المحتشدة آنذاك بأهزوجة (ميكويان، أهلا بيك، شعب كريم يحييك).
أخوه الأصغر، أرتم ميكويان، كان مصمم طائرات ميج المقاتلة الشهيرة، بالمشاركة مع ميخائيل يوسفوفيتش جوريفيتش. لذلك كان اسم المقاتلة مشتق من اسميهما، كذلك لاحظ أن الحرف الأوسط صغير. مكتب التصميم الهندسي الذي كانا يعملان فيه حمل اسميهما، ميكويان جوريفيتش. إلا أن اسم المكتب تحول إلى ميكويان للتصميم الهندسي بعد وفاة ميكويان.

## الدبلوماسية الخارجية

### الصين
كان ميكويان أول عضو في المكتب السياسي يجري اتصالات مباشرة مع رئيس الحزب الشيوعي الصيني ماو تسي تونغ. وصل إلى مقر ماو في 30 يناير 1949، قبل يوم واحد من إجبار حكومة شيانغ كاي شيك القومية على التخلي عن نانجينغ، التي كانت حينها عاصمة الصين، والانتقال إلى غوانزو. أفاد ميكويان أن ماو كان يعلن أن ستالين هو الزعيم الأعلى للشيوعية العالمية و«معلم الشعب الصيني»، ولكنه أضاف في تقريره أن ماو لم يؤمن حقًا بما كان يقول. طلب ميكويان من الشيوعيين الصينيين القبض على الصحفي الأمريكية سيدني ريتنبرغ بناءً على طلب ستالين.

### تشيكوسلوفاكيا
ذهب ميكويان في 11 نوفمبر 1951 بزيارة مفاجئة إلى براغ لإيصال رسالة من ستالين إلى الرئيس كليمنت غوتفالد يصر فيها على وجوب اعتقال رودولف سلانسكي، الأمين العام السابق للحزب الشيوعي لتشيكوسلوفاكيا. قطع ميكويان المقابلة للاتصال بستالين عندما اعترض غوتفالد، قبل أن يكرر الطلب، فاستسلم غوتفالد للأوامر بعد ذلك. كانت هذه أكبر خطوة فردية نحو التحضير لمحاكمة سلانسكي. ظل دور ميكويان في القمع في تشيكوسلوفاكيا سريًا حتى ربيع براغ عام 1968.

### هنغاريا
زار ميكويان جمهورية المجر الشعبية في يوليو 1956 للإشراف على إزاحة الدكتاتور ماتياش راكوشي. عاد في أكتوبر لجمع معلومات عن الأزمة المتطورة التي سببتها الثورة ضد حكومة حزب الشعب العامل المجري هناك. سافر ميكويان مع ميخائيل سوسلوف إلى بودابست في ناقلة جنود مدرعة، على ضوء إطلاق النار في الشوارع. أرسل برقية إلى موسكو أبلغ فيها عن انطباعاته عن الوضع. كتب هو وسوسلوف: «كان لدينا انطباع بأن إرنه جيري على وجه الخصوص، والرفاق الآخرون، يعظّمون قوة الخصم ويقللون من قوتهم». عارض ميكويان بشدة قرار خروتشوف والمكتب السياسي باستخدام القوات السوفيتية، معتقدًا أنه سيدمر السمعة الدولية للاتحاد السوفيتي، ودافع بدلًا من ذلك عن تطبيق «التخويف العسكري» والضغط الاقتصادي. كاد سحق القوات السوفيتية للثورة أن يؤدي إلى استقالة ميكويان.

### الولايات المتحدة
أدى تحرير خروتشوف للسياسات المتشددة إلى تحسن العلاقات بين الاتحاد السوفيتي والولايات المتحدة خلال أواخر خمسينيات القرن العشرين. زار ميكويان الولايات المتحدة عدة مرات بصفته مبعوث خروتشوف الرئيسي. استقبل العديد من الأمريكيين ميكويان بشكل ودي على الرغم من تقلب الحرب الباردة بين القوتين العظيمتين، بما في ذلك ديمقراطي مينيسوتا هيوبرت همفري، الذي وصفه بأنه شخص أظهر «مرونة في الموقف»، وحاكم نيويورك أفيريل هاريمان، الذي وصفه بأنه سياسي سوفيتي «أقل تشددًا».
باءت محاولة خروتشوف بالفشل في تحويل برلين بأكملها إلى «مدينة حرة» مستقلة منزوعة السلاح خلال نوفمبر 1958؛ مما أعطى الولايات المتحدة وبريطانيا العظمى وفرنسا مهلة ستة أشهر لسحب قواتها من القطاعات التي ما زالت تحتلها في برلين الغربية، أو أنه سينقل السيطرة على حقوق الوصول الغربية إلى الألمان الشرقيين. لم يوافق ميكويان على تصرفات خروتشوف، مدعيًا أنها تنتهك «مبدأ الحزب». اقترح خروتشوف الإنذار النهائي على الغرب قبل مناقشته مع اللجنة المركزية. يعتقد المؤرخ رود فان دجيك أن ميكويان كان غاضبًا لأن خروتشوف لم يتشاور معه بشأن الاقتراح. أجاب ميكويان خروتشوف عندما طلب منه تخفيف التوتر مع الولايات المتحدة: «لقد بدأت كل هذا، فافعل ذلك بنفسك».
غادر ميكويان في النهاية إلى واشنطن العاصمة، وهي المرة الأولى التي يزور فيها عضو بارز في مجلس وزراء الاتحاد السوفيتي الولايات المتحدة في مهمة دبلوماسية لقيادتها. اقترب ميكويان من البعثة بطريقة غير رسمية وغير مسبوقة، بدءًا من صياغة طلب التأشيرة إلى السفارة الأمريكية على أنها «عطلة أسبوعين» لزيارة صديقه السفير السوفيتي آنذاك في الولايات المتحدة ميخائيل مينشيكوف. دُعي ميكويان للتحدث إلى العديد من المنظمات الأمريكية النخبوية مثل مجلس العلاقات الخارجية ونادي ديترويت، بينما فوجِئ البيت الأبيض بهذه البعثة الدبلوماسية المرتجلة، وأعلن خلالهم عن آماله في أن تصبح علاقة الاتحاد السوفيتي أكثر سلامًا مع الولايات المتحدة. أهدى ميكويان مركبة ترويكا إلى رجل الصناعة سيراس إيتون أثناء وجوده في كليفلاند، وأعجب ببرج المحطة في المدينة، والذي ذكره بالبرج في جامعة موسكو الحكومية. انغمس ميكويان أيضًا في المزيد من الفرص غير الرسمية للقاء الجمهور، مثل تناول الإفطار في مطعم هوارد جونسون في نيو جيرسي تورنبايك، وزيارة متجر نايسيز في مدينة نيويورك، ومقابلة مشاهير هوليوود مثل جيري لويس وصوفيا لورين، قبل لقاء مع الرئيس دوايت أيزنهاور ووزير الخارجية جون فوستر دالاس. رُحِّب بميكويان في الولايات المتحدة لتخفيف التوترات الدولية مع التركيز المبتكر على القوة الناعمة التي لاقت استحسان الرأي العام الأمريكي، وذلك على الرغم من فشله في تغيير سياسة الولايات المتحدة في برلين.
لم يوافق ميكويان على انسحاب خروتشوف من قمة باريس في عام 1960 بسبب أزمة حادثة طائرة التجسس الأمريكية يو-2 لعام 1960؛ والتي كان يعتقد أنها أبقت التوترات في ذروة الحرب الباردة لمدة خمسة عشر عامًا أخرى. ظل أقرب حليف لخروتشوف في المستويات العليا من القيادة السوفيتية طوال هذا الوقت. لاحظ ميكويان لاحقًا «تورط خروتشوف في هستيريا غير مبررة».
طلب خروتشوف من ميكويان في نوفمبر 1963 تمثيل الاتحاد السوفيتي في جنازة الرئيس جون إف. كينيدي. بدا ميكويان مهزوزًا بشكل واضح بوفاة الرئيس خلال مراسم الجنازة، واقتربت منه جاكلين كينيدي، التي أمسكت بيده ونقلت إليه الرسالة التالية: «أخبر السيد الرئيس خروتشوف من فضلك أنني أعلم أنه وزوجي عملا معًا من أجل عالم يسوده السلام، ولكن يجب عليكما أنتما الإثنان الآن متابعة ذلك العمل».

## روابط خارجية
- أنستاس ميكويان على موقع IMDb (الإنجليزية)
- أنستاس ميكويان على موقع الموسوعة البريطانية (الإنجليزية)
- أنستاس ميكويان على موقع مونزينجر (الألمانية)
- أنستاس ميكويان على موقع إن إن دي بي (الإنجليزية)
- أنستاس ميكويان على موقع قاعدة بيانات الفيلم (الإنجليزية)